# Molly Lanyero
Molly Lanyero (sinh ngày 24 tháng 2 năm 1975) là một chính trị gia người Uganda. Bà được bầu vào Quốc hội lần thứ 10 (2016-2021), là một huyện Woman đại diện , đại diện cho Quận Lamwo.
Vào tháng 7 năm 2016, bà đã được bầu làm thủ quỹ cho Nhóm Nghị viện Acholi gồm 25 thành viên, bao gồm các thành viên của quốc hội từ tiểu vùng Acholi trong Quốc hội khóa 10.. Bà là thành viên của Phong trào Kháng chiến Quốc gia (NRM) 
Lanyero phục vụ trong Ủy ban Nghị viện về Nhân quyền và Ủy ban Nghị viện về Giáo dục và Thể thao , và bà là thành viên của Hiệp hội Nghị viện Phụ nữ Uganda (UWOPA)..

## Bối cảnh và giáo dục
Molly Lanyero theo học trường trình diễn Shimoni cho đến năm 1988.. Năm 1992, bà đã nhận được Chứng chỉ Giáo dục (UCE) của Uganda từ Trường trung học cơ sở St. Joseph Naggalama . Năm 1995, bà đã nhận được Chứng chỉ Giáo dục Tiên tiến (UACE) của Uganda, từ Trường Trung học Phổ thông dành cho Nữ của Bweranyangi . Sau đó vào năm 1997, bà đã nhận được bằng Cao đẳng về Giáo dục Trung học của Học viện Giáo dục Kyambogo (ITEK), hiện là thành phần của Đại học Kyambogo.. Lanyero hoàn thành nghiên cứu nâng cao của mình tại Đại học Makerere. Bà đã được trao bằng cử nhân nghệ thuật khoa học xã hội năm 2001 và bằng thạc sĩ nghệ thuật về nghiên cứu hòa bình và xung đột vào năm 2008 

## Sự nghiệp
Từ năm 2002 đến năm 2009, bà Lanyero giữ chức Phó hiệu trưởng tại trường trung học Hillside ở Bunamwaya, ngoại ô thành phố Kampala, thủ đô của Uganda. Bà đồng thời làm Điều phối viên Dự án cho Quỹ Phát triển & Giáo dục Mầm non, từ năm 2005 đến năm 2007 
Từ năm 2013 đến 2014, bà là Phó Giám đốc của Hiệp hội Phát triển Cộng đồng Khu vực, một tổ chức phi chính phủ. Vào năm 2014 và 2015, bà là Tư vấn tài trợ tại Đại sứ quán Nhật Bản ở Kampala, Uganda..

## Tranh cãi
Vào tháng 1 năm 2018, Molly Lanyero và bốn Thành viên khác của Quốc hội (Beatrice Atim Anywar, Edward Otto Makmot, Catherine Lamwaka và Margaret Odwa), đã bị đình chỉ làm thành viên Nhóm Nghị viện Acholi (APG), vì ủng hộ việc dỡ bỏ giới hạn tuổi Tổng thống..